# Titea sublutea
Titea sublutea är en fjärilsart som beskrevs av Bethune-Baker 1906. Titea sublutea ingår i släktet Titea och familjen juvelvingar. Inga underarter finns listade i Catalogue of Life.